# Сіндрі
Сіндрі (Ейтрі) — в германо-скандинавській міфології гном (цверґ), з яким Локі сперечався про ковальську майстерність.
Сіндрі посперечався з Локі, що зможе створити речі кращі від тих, які зробив Двалін. В Локі було три речі, тому й Сіндрі мав виготовити кращу річ за три спроби. Першим він викував перстень Драупнір, який кожного дев'ятого дня приносив ще вісім золотих перснів. Другим він викував вепра Ґуллінбурсті, який був рівним за швидкістю до Слейпніра й ніс свого наїзника через ліси, моря та гори легко та вільно, як по рівній дорозі. Третім він викував молот Мьйольнір, який завжди повертався у руку того, хто його кинув.
Аси визнали Мьйольнір найкращим творінням й Локі програв заклад.